# Tarachodinae
Tarachodinae (лат.) — подсемейство насекомых семейства Eremiaphilidae из отряда богомоловых (Mantodea). Ранее рассматривалось в ранге отдельного семейства Tarachodidae. Около 20 родов.

## Описание
Мелкие богомолы с тонким удлинённым телом..
От близких групп отличаются следующими признаками: передние голени с 4-5 шипиками, передние бёдра с 4 шипиками на внешнем ряду, задние голени гладкие (без килей).

## Распространение
Встречаются в Африке и Азии.

## Классификация
Около 20 родов. В 2002 году подсемейство было выделено из крупного семейства Eremiaphilidae и ненадолго повышено до уровня отдельного семейства Tarachodidae.
На декабрь 2020 года таксон имеет ранг подсемейства в семействе Eremiaphilidae. К семейству относят следующие таксоны (на этот же месяц):
Триба Oxyelaeini
- Charieis Burr, 1900
- Oxyelaea Giglio-Tos, 1917

Триба Tarachodini
- Подтриба Antistiina
  - Antistia Stål, 1876
  - Ariusia Stål, 1877
- Подтриба Tarachodina
  - Galepsus Stål, 1876 (около 60 видов)
  - Metagalepsus Roy, 1971
  - Nesogalepsus Beier, 1954
  - Nothogalepsus Beier, 1969
  - Oxyophthalmellus Giglio-Tos, 1917
  - Paragalepsus Beier, 1930
  - Paralygdamia Saussure & Zehntner, 1895
  - Paroxyophthalmus
  - Plastogalepsus Beier, 1954
  - Pseudogalepsus Beier, 1954
  - Pyrgomantis Gerstaecker, 1869 (около 20 видов)
  - Tarachodella Giglio-Tos, 1917
  - Tarachodes Burmeister, 1838 (около 60 видов)
  - Tarachodula Giglio-Tos, 1917
  - Tuberculepsus Roy, 2008

Ранее в состав семейства Tarachodidae включали ещё 2 подсемейства:
- Iridinae, теперь в Eremiaphilidae:
  - Dysaules
  - Iris
- Caliridinae, теперь в Haaniidae:
  - Caliris

Род Leptomantella из Tarachodidae перенесён в семейство Leptomantellidae.